# Krtań
Krtań (łac. larynx) – górny odcinek układu oddechowego niektórych kręgowców (płazów, gadów, ptaków i ssaków), nieparzysty narząd łączący gardło z tchawicą. Może służyć do wydawania dźwięków (np. u człowieka) lub jedynie do ochrony układu oddechowego (jak u ptaków).

## Krtań u człowieka
Krtań u człowieka ma 4–6 cm długości, łączy się z gardłem za pośrednictwem wejścia do krtani (łac. aditus laryngis), a z tchawicą łączy się na poziomie górnej części trzonu kręgu C5 lub C6. Ma kształt odwróconej, trójściennej piramidy o ściętym i zaokrąglonym wierzchołku oraz o dwóch ścianach przednio-bocznych i jednej tylnej.

### Położenie krtani względem kręgosłupa
U dzieci leży na poziomie między kręgami C2 a C4 (między drugim kręgiem szyjnym a czwartym kręgiem szyjnym) lub C3 a C5, u kobiet między C4 a C6, a u mężczyzn między C5 a C7. Różnice położenia krtani wynikają z: dojrzewania osobniczego (między 6. a 8. miesiącem ciąży u płodu następuje zstępowanie krtani, u 5-miesięcznego płodu nagłośnia może jeszcze dotykać podniebienia miękkiego) oraz z dojrzewania płciowego u chłopców między 13. a 14. rokiem życia. Może też występować starcze opuszczenie się krtani, powodowane osłabieniem mięśni dźwigających krtań (od zewnątrz mięśnie nadgnykowe i podgnykowe, od wewnątrz mięsień rylcowo-gardłowy, mięsień gnykowo-językowy, mięsień zwieracz gardła środkowy i dolny) i rozciągnięcia się aparatu więzadłowego krtani. Położenie krtani może się także zmieniać pod wpływem ruchów zginających szyję. Przy maksymalnie odchylonej głowie ku tyłowi krtań znacznie się podnosi, a przy pochyleniu głowy do przodu przy nieruchomej klatce piersiowej krtań leży tuż nad rękojeścią mostka.

### Szkielet chrzęstny krtani
Szkielet krtani składa się z chrząstek połączonych ze sobą stawami, mięśniami i więzadłami.
Wyróżnia się:
| Chrząstki parzyste | Chrząstki nieparzyste |
| ------------------ | --------------------- |
| nalewkowate        | pierścieniowata       |
| różkowate          | tarczowata            |
| klinowate          | nagłośniowa           |

### Połączenia chrząstek krtani
Stawy i połączenia ścisłe łączące chrząstki krtani to:
- staw pierścienno-nalewkowy ma budowę zbliżoną do stawu eliptycznego, wzmocnioną przez więzadło pierścienno-nalewkowe tylne (rozwiera szparę głośni)
- staw pierścienno-tarczowy to staw kulisty, jego torebkę wzmacniają: więzadło różkowo-pierścienne przednie, tylne i boczne oraz więzadło pierścienno-tarczowe (wydłuża więzadło głosowe, zwiększając ich napięcie – pomaga wydobywać wysokie dźwięki)
- więzozrost nalewkowo-różkowy (często jest to połączenie łącznotkankowe, może jednak występować jako połączenie stawowe).

### Połączenia więzadłowe krtani

#### Połączenia krtani ze strukturami sąsiednimi
- Błona tarczowo-gnykowa (łac. membrana thyrohyoidea) - jest rozpięta między tylnym brzegiem trzonu kości gnykowej oraz jej rogami większymi a górnym brzegiem chrząstki tarczowatej. Umocowanie to wzmacnia:
  1. Więzadło tarczowo-gnykowe pośrodkowe (łac. ligamentum thyrohyoideum medianum), nieparzyste więzadło łączące się z przyśrodkową częścią trzonu kości gnykowej i częścią pośrodkową brzegu górnego chrząstki tarczowatej
  2. Więzadło tarczowo-gnykowe boczne (łac. ligamentum thyrohyoideum laterale) parzyste więzadło łączące się do rogu większego kości gnykowej i rogu górnego chrząstki tarczowatej; zazwyczaj zawiera chrząstkę ziarnowatą (łac. cartilago triticea)
- Więzadło gnykowo-nagłośniowe (łac. ligamentum hyoepiglotticum) łączące się z powierzchnią przednią chrząstki nagłośniowej i biegnąc poziomo do przodu dochodzi do strony tylnej trzonu kości gnykowej. Jest górnym ograniczeniem przestrzeni, która w przekroju pośrodkowym ma kształt trójkątny, a której ścianę tylną stanowi powierzchnia przednia chrząstki nagłośniowej, a przednią – więzadło tarczowo-gnykowe pośrodkowe. W tym trójkącie znajduje się ciało tłuszczowe krtani (łac. corpus adiposum laryngis), które bierze udział w zamykaniu wejścia do krtani
- Więzadło językowo-nagłośniowe (łac. ligamentum glossoepiglotticum) nieparzyste więzadło, biegnie od nasady języka do chrząstki nagłośniowej (jej przyśrodkowej części). Przyczep do chrząstki nagłośniowej leży tuż nad więzadłem gnykowo-nagłośniowym
- Więzadło pierścienno-tchawicze (łac. ligamentum cricotracheale) łączy się z dolnym brzegiem chrząstki pierścieniowatej i z górnym brzegiem chrząstki tchawicy. Jego włókna mają pionowy przebieg, z tyłu przechodzą w część błoniastą tchawicy.
- Więzadło różkowo-gardłowe (łac. ligamentum corniculopharyngeum) parzyste więzadło, biegnie od chrząstki różkowatej ku dołowi do błony śluzowej powierzchni ściany gardła, z tyłu od mięśni nalewkowych
- Więzadło pierścienno-gardłowe (łac. ligamentum cricopharyngeum), nieparzyste więzadło, biegnie od górnego brzegu chrząstki pierścieniowatej do przedniej ściany gardła. Często łączy się z więzadłami różkowo-gardłowymi tworząc więzadło Y-kształtne i w miejscu połączenia tych więzadeł może znajdować się chrząsteczka sprężysta (łac. cartilago procricoidea)

#### Połączenia wewnątrz krtani
- Błona włóknisto-sprężysta krtani (łac. membrana fibroelastica laryngis):
  1. Błona czworokątna (łac. membrana quadrangularis) jest cieńsza od stożka sprężystego. Włókna tej błony biegną strzałkowo, lekko stępując ku tyłowi. Z przodu ograniczona jest brzegami bocznymi chrząstki nagłośniowej i powierzchni tylnej kąta chrząstki tarczowatej. Z tyłu przyczepia się brzegu przyśrodkowym chrząstki nalewkowatej. Od góry brzeg błony jest wolny, biegnie ku tyłowi, dołowi i przyśrodkowo, stanowiąc podłoże dla fałdu nalewkowo-nagłośniowego. Brzeg dolny nosi nazwę więzadła przedsionkowego (łac. ligamentum vestibularium) (więzadło "rzekome" – zawiera małą ilość włókien sprężystych i włókna klejodajne) i tworzy z błoną śluzową górne ograniczenie jamy pośredniej krtani – fałd przedsionkowy. Fałdy przedsionkowe są rozstawione bardziej bocznie względem fałdów głosowych. Błona czworokątna jest bocznym ograniczeniem jamy górnej krtani.
  2. Stożek sprężysty (łac. conus elasticus) to parzyste przedłużenie tkanki sprężystej tchawicy, biegnące nad chrząstką pierścieniowatą, docierające do więzadeł głosowych. Włókna tej błony biegną pionowo. Jest to boczne ograniczenie jamy dolnej krtani. Z przodu stożek sprężysty jest ograniczony dolną połową powierzchni wewnętrznej kąta chrząstki tarczowatej, u dołu ograniczony górnym brzegiem chrząstki pierścieniowatej, a z tyłu wyrostkiem głosowym chrząstki nalewkowatej. Górny brzeg stożka jest wolny i na nim leżą mięsień głosowy (bocznie) oraz więzadło głosowe (łac. ligamenta vocalia) (przyśrodkowo), pokryte błoną śluzową – w ten sposób tworząc fałd głosowy. Między dolnym brzegiem chrząstki tarczowatej a górnym przednim brzegiem łuku chrząstki pierścieniowatej, za więzadłem pierścienno-tarczowym stożek sprężysty leży tuż pod skórą.

### Mięśnie krtani

#### Podział topograficzny mięśni krtani[3]
- Mięśnie zewnętrzne krtani:
  - m. zwieracz gardła dolny (łac. m. constrictor pharyngis inferior),
  - mięśnie podgnykowe:
    1. m. mostkowo-gnykowy (łac. m. sternohyoideus)
    2. m. mostkowo-tarczowy (łac. m. sternothyroideus)
    3. m. tarczowo-gnykowy (łac. m. thyrohyoideus)
    4. m. łopatkowo-gnykowy (łac. m. omohyoideus)

  - mięśnie nadgnykowe:
    1. m. dwubrzuścowy (łac. m. digastricus)
    2. m. bródkowo-gnykowy (łac. m. geniohyoideus)
    3. m. żuchwowo-gnykowy (łac. m. mylohyoideus)
    4. m. rylcowo-gnykowy (łac. m. stylohyoideus)

Mięśnie zewnętrzne krtani poruszają całą krtanią i ustalają jej położenie.
- mięśnie wewnętrzne (właściwe) krtani - zostały omówione w poniższej tabeli. Ich nazwy pochodzą od chrząstek, z którymi się łączą. Mięśnie te odpowiadają za wzajemne położenie chrząstek krtani.

#### Podział czynnościowy mięśni krtani
- mięśnie zwężające szparę głośni:
  1. m. pierścienno-nalewkowy boczny (łac. m. cricoarytenoideus lateralis)
  2. m. tarczowo-nalewkowy (łac. m. thyroarytenoideus)
  3. m. nalewkowy (łac. m. arytenoideus)

- mięsień rozszerzający szparę głośni:
  1. m. pierścienno-nalewkowy tylny (łac. m. cricoarytenoideus posterior)

- mięśnie napinające fałdy głosowe:
  1. m. pierścienno-tarczowy (łac. m. cricothyroideus)
  2. m. głosowy (łac. m. vocalis)

- mięśnie rozluźniające fałdy głosowe:
  1. m. tarczowo-nagłośniowy (łac. m. thyroepiglotticus)
  2. m. nalewkowo-nagłośniowy (łac. m. aryepiglotticus)

#### Mięśnie właściwe krtani
| Miano mięśnia                              | Początek                                                              | Przyczep                                                                   | Czynność                 | Unerwienie                                 |
| ------------------------------------------ | --------------------------------------------------------------------- | -------------------------------------------------------------------------- | ------------------------ | ------------------------------------------ |
| Mięsień pierścienno-tarczowy               | łuk chrząstki pierścieniowatej                                        | dolny brzeg - pars recta; i róg dolny chrząstki tarczowatej - pars obliqua | napina fałdy głosowe     | gałąź zewnętrzna nerwu krtaniowego górnego |
| Mięsień pierścienno-nalewkowy tylny        | powierzchnia tylna płytki chrząstki pierścieniowatej                  | wyrostek mięśniowy chrząstki nalewkowatej                                  | rozszerza szparę głośni  | nerw krtaniowy dolny                       |
| Mięsień pierścienno-nalewkowaty boczny     | brzeg górny i powierzchnia zewnętrzna łuku chrząstki pierścieniowatej | wyrostek mięśniowy chrząstki nalewkowatej                                  | zwęża szparę głośni      | nerw krtaniowy dolny                       |
| Mięsień tarczowo-nalewkowy                 | powierzchnia wewnętrzna chrząstki tarczowatej                         | przednio-boczna powierzchnia chrząstki nalewkowatej                        | zwęża szparę głośni      | nerw krtaniowy dolny                       |
| Mięsień nalewkowy poprzeczny (nieparzysty) | powierzchnia tylna chrząstki nalewkowatej                             | powierzchnia tylna chrząstki nalewkowatej                                  | zwęża szparę głośni      | nerw krtaniowy dolny                       |
| Mięsień nalewkowy skośny                   | wyrostek mięśniowy chrząstki nalewkowatej                             | wierzchołek chrząstki nalewkowatej strony przeciwnej                       | zwęża szparę głośni      | nerw krtaniowy dolny                       |
| Mięsień nalewkowo-nagłośniowy              | chrząstka nalewkowata                                                 | brzeg boczny chrząstki nagłośniowej                                        | zamyka wejście do krtani | nerw krtaniowy dolny                       |
| Mięsień tarczowo-nagłośniowy               | powierzchnia wewnętrzna chrząstki tarczowatej                         | chrząstka nagłośniowa                                                      | zamyka wejście do krtani | nerw krtaniowy dolny                       |
| Mięsień głosowy                            | powierzchnia wewnętrzna chrząstki tarczowatej                         | wyrostek głosowy i dołek podłużny chrząstki nalewkowatej                   | napina fałdy głosowe     | nerw krtaniowy dolny                       |

### Jama krtani
Wyróżnia się trzy piętra krtani: górne, środkowe i dolne.
Piętro górne stanowi przedsionek krtani. Ograniczony on jest przez fałd międzynalewkowy od tyłu, od przodu przez nagłośnię, od boku przez fałdy nalewkowo-nagłośniowe. Kończy się na poziomie fałdów przedsionkowych.
Piętro środkowe stanowi jamę pośrodkową krtani. Zajmuje przestrzeń od fałdów przedsionkowych do głosowych. Od ściany bocznej tego piętra odchodzi obustronnie kieszonka krtaniowa (łac. saccus laryngis). Sięga ona ku przodowi do chrząstki tarczowatej i ku tyłowi do chrząstki nalewkowatej.
Piętro dolne stanowi jamę podgłośniową (cavitas infraglottica). Kończy się pomiędzy chrząstką pierścieniowatą a pierwszą chrzastką tchawicy.

### Szpara głośni
Szpara głośni to szczelina znajdująca się między fałdami głosowymi, łączy jamę pośrednią z dolną.

### Głośnia
To najwęższa część jamy krtani. Od góry ograniczają ją fałdy kieszonki krtaniowej. Poniżej przebiegają fałdy głosowe.

### Unerwienie krtani
Krtań unerwiają gałęzie nerwu błędnego:
- nerw krtaniowy górny: gałąź zewnętrzna unerwia mięsień pierścienno-tarczowy, gałąź wewnętrzna unerwia błonę śluzową wyściełającą piętro górne i środkowe krtani.
- nerw krtaniowy dolny unerwia wszystkie pozostałe mięśnie krtani oraz śluzówkę piętra dolnego krtani

### Unaczynienie krtani
Krtań jest zaopatrywana przez:
- tętnicę krtaniową górną, odchodzącą od tętnic tarczowych górnych (wchodzi do krtani przeważnie przez otwór w błonie gnykowo-tarczowej)
- gałęzie pierścienno-tarczowe, odchodzące od tętnic tarczowych górnych (przebijają więzadło pierścienno-tarczowe)
- tętnice krtaniowe dolne, odchodzące od tętnic tarczowych dolnych

### Ruchy krtani
Ruchy krtani umożliwiają mięśnie podgnykowe, które bezpośrednio łączą się z krtanią i ustalają jej położenie, albo mięśnie nadgnykowe, które pośrednio przez wpływ na położenie kości gnykowej wpływają na położenie krtani. Krtań może przesuwać się czynnie w kierunkach: do góry i w dół – mięśnie nadgnykowe i podgnykowe, albo nieznacznie do przodu i do tyłu dzięki m. zwieraczowi gardła dolnego. Ruchy boczne mogą występować biernie gdy krtań zostanie objęta palcami i będzie przesuwana na boki. Wtedy można usłyszeć szmery wynikająca z ocierania tylnej powierzchni chrząstki tarczowatej o guzki przednie wyrostków poprzecznych kręgów.
Największe czynne ruchy występują podczas połykania śliny lub pokarmu. Wtedy krtań podnosi się o 2–3 cm pod nasadę języka (łac. radix linguae) dzięki pracy mięśni: bródkowo-gnykowego, żuchwowo-gnykowego i dwubrzuścowego, które podnosząc kość gnykową pociągają połączoną z nią krtań (za pomocą błony tarczowo-gnykowej, rozciągającej się na dolnym brzegu trzonu i rogów większych kości gnykowej i dochodzącej do górnego brzegu chrząstki tarczowatej). Nasada języka uciska w ten sposób na ciało tłuszczowe znajdujące się w przestrzeni przednagłośniowej, które przenosi siłę nacisku na nagłośnię. Pod wpływem działającej siły nagłośnia, która za pomocą więzadeł jest luźno zawieszona w obrębie chrząstki tarczowej, łatwo opada i po zetknięciu z guzkami różkowatymi i klinowatymi zamyka wejście do krtani, co zapobiega dostawaniu się drobin pokarmowych z gardła do dróg oddechowych. Nie jest to szczególnie ważne zabezpieczenie, gdyż w przypadku zniszczenia nagłośni (np. w przypadku owrzodzeń kiłowych) przełykanie nie jest szczególnie utrudnione. Ważniejszym zabezpieczeniem przed dostawaniem się drobin do krtani jest wsuwanie się krtani pod język. W przypadku dostania się do krtani drobin pokarmowych, następuje mimowolna reakcja obronna, wynikająca z bogatego unerwienia śluzówki krtani, polegająca na wykrztuszeniu ciał obcych z krtani. W ostatniej fazie połykania krtań powraca na swoje pierwotne miejsce, a nagłośnia pociągana przez połączone z nią więzadła powraca na swoje właściwe miejsce, otwierając wejście do krtani.
Znaczne ruchy krtani następują podczas wydawania dźwięków. Podczas wydawania wysokich dźwięków krtań się podnosi, a podczas wydawania niskich dźwięków opuszcza się. Mogą występować nieznaczne ruchy oddechowe podczas głębokich wdechów. Wtedy krtań nieco się obniża.

### Powstawanie dźwięków
O wysokości wydawanych dźwięków decydują:
- położenie krtani względem gardła,
- wymiary krtani,
- napięcie (długość) i szybkość zmian kształtu warg głosowych;

O dynamice (głośności) wydawanych dźwięków decydują:
- szybkość i siła przechodzącego przez krtań powietrza;

O barwie dźwięku (głosu) decyduje "cewa przystawkowa", składająca się z gardła, jamy nosowej i jamy ustnej.

### Galeria

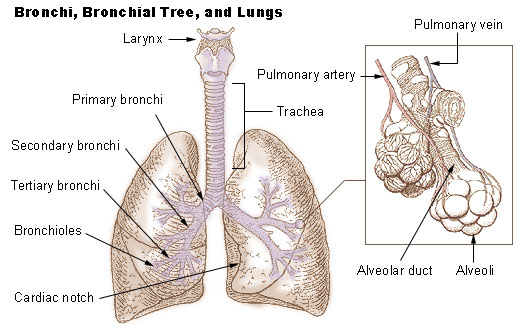
Oskrzela, drzewo oskrzelowe i płuca
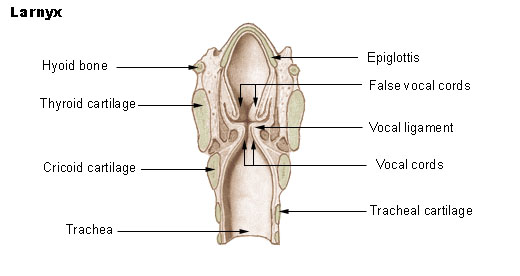
Krtań
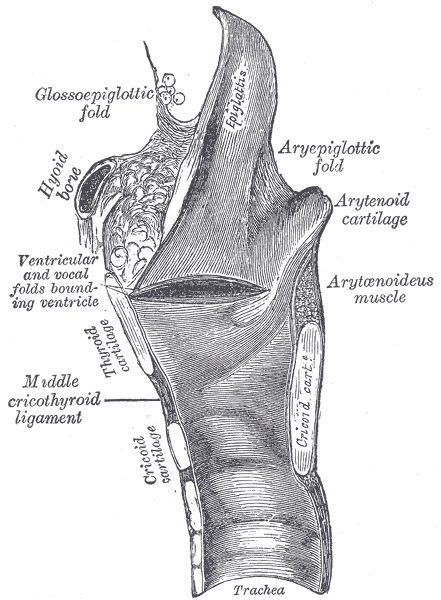
Przekrój strzałkowy krtani oraz górnej części tchawicy
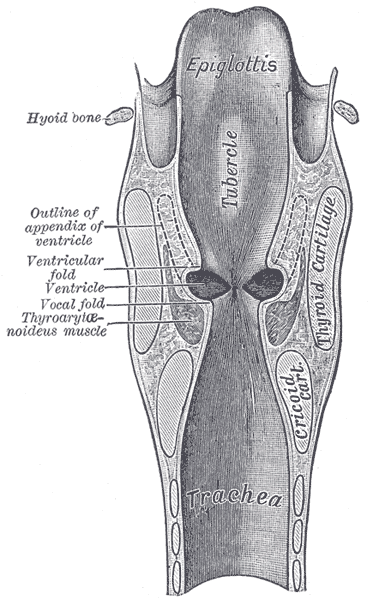
Przekrój czołowy krtani i górnej części tchawicy
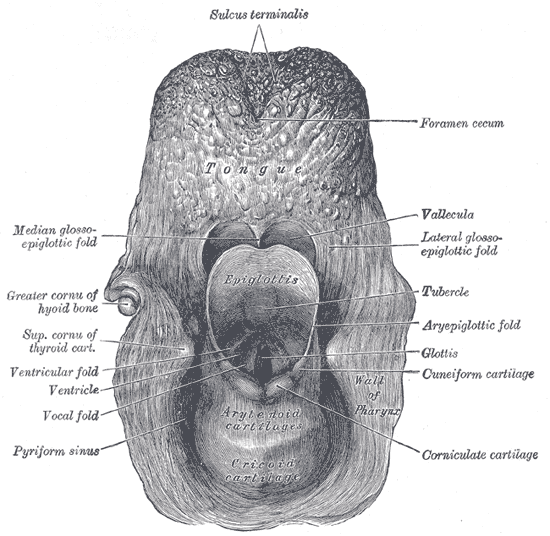
Wejście do krtani (widok z tyłu)
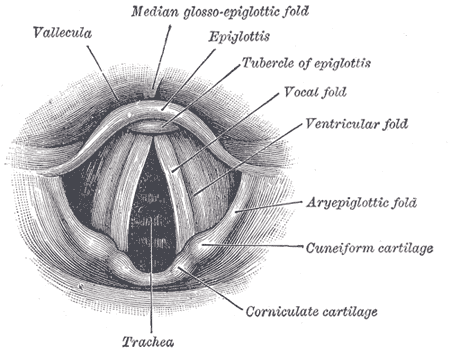
Laryngoskopowy widok wnętrza krtani
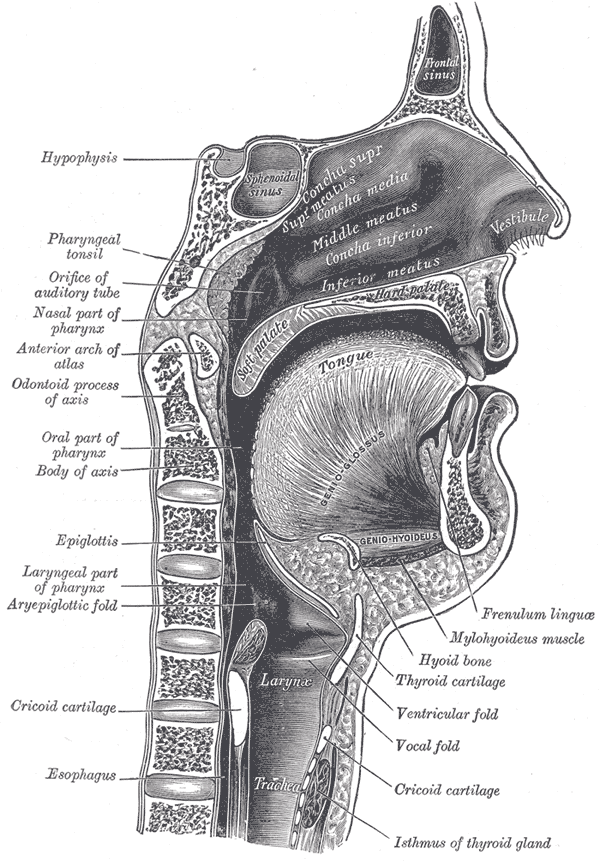
Strzałkowy przekrój jamy nosowej, ustnej, gardła i krtani
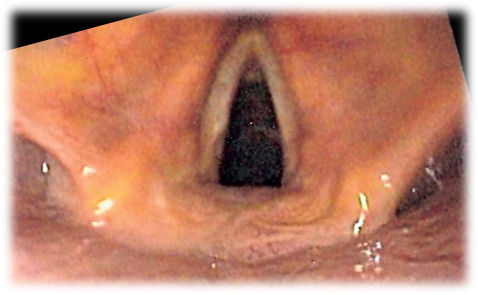
Endoskopowy obraz krtani uzyskany przed intubacją przełyku w gastroskopii